# Yumiko Kobayashi
Yumiko Kobayashi (小林 由美子 Kobayashi Yumiko?) es una seiyū y cantante japonesa nacida el 18 de junio del 1979 en Chiba.
Ella es conocida por ser la voz de Sarah McDougal en la versión del anime Love Hina y Poemi Watanabe en Puni Puni Poemi. También dobló a su personaje como Excel Kobayashi en Excel Saga y cantó junto a Mikako Takahashi quienes eran parte del dúo vocal Excel Girls. Kobayashi formó parte del cuarteto "Prits" junto a Natsuko Kuwatani, Nana Mizuki y Hisayo Mochizuki una de las cuatro actrices que interpretan en diferentes roles en la serie Sister Princess. Ella trabajó para la empresa Arts Vision hasta en agosto de 2007 y actualmente trabaja por libre.

## Roles interpretados
Lista de los roles interpretados durante su carrera.
Los papeles principales están en negrita.

### Anime
1997
- Pokémon como Minoru (ep.178)

1998
- Beast Wars II Chou Seimeitai Transformers como Lio Junior/Magnaboss.
- Nightwalker como female student.

1999
- Aoi & Mutsuki: A Pair of Queens como Masatsuki Nenga.
- Bomber Man & Bidaman Bakugaiden V como Juniorbon (ep.14)
- Cho Hatsumei Boy Kanipan como Cassis.
- Cybuster como Nanase.
- Excel Saga como Excel Kobayashi.
- Space Pirate Mito como Nenga Masatsuki.

2000
- InuYasha como Bun.
- Kaitou Kiramekiman como Odekake Kyatto.
- Kikaider como Masaru.
- Love Hina como Sarah McDougal.
- Sakura Wars como Torabo.

2001
- Dennou Boukenki Webdiver como Kento Yuuki.
- Figure 17 como Student (Ep.11); Yudai Igarashi (Ep.12)
- The Prince of Tennis como Taichi Dan.
- Shingu: Secret of the Stellar Wars como Morihata Shun.
- Sister Princess como Mamoru.
- Sugar: A Little Snow Fairy como Basil.
- Yobarete Tobidete Akubi-chan como Iine Yoshia.
- Puni Puni Poemi como Poemi Watanabe.

2002
- Bomberman Jetters como Kobon.
- Duel Masters como Shoubu Kirifuda.
- Fortune Dogs como Freddy.
- GetBackers como joven kazuki (ep.19)
- Mirmo Zibang! como Beruru.
- Naruto como Nawaki.
- Pokemon Advance como Kimimaro (eps.61,62); Phantom (eps.61,62)
- Sister Princess: Re Pure como Mamoru.

2003
- D•N•Angel como Takeshi Saehara (joven).
- Gad Guard como Young Hajiki.
- Ikki Tōsen como Ukitsu.
- Peacemaker Kurogane como Tetsunosuke Ichimura.
- SD Gundam Force como Genkimaru.
- Sonic X como Bokkun.

2004
- Aqua Kids como Ken.
- Futakoi como Higashio.
- Gantz como Ryota Sugihara.
- Keroro Gunsō como Futaba (ep.235)
- The Melody of Oblivion como Electric Sheep / Yousui Andou (eps.18-20)
- Ninja Nonsense como Takeru (ep.4)
- Tweeny Witches como Miletis.
- Yakitate!! Japan como Kazuma Azuma; Examinee
- Yumeria como Joven Tomokazu.

2005
- Erementar Gerad como Eugene (ep.15)
- Kamichu como Mitusba-Maru (ep.9)
- The Law of Ueki como Becky Wolf
- Mai-Otome como Mahya Blythe.
- Pandalian como Toby.
- Shakugan no Shana como Matake Ogata.
- Tsubasa: RESERVoir CHRoNiCLE como Haganemaru.

2006
- Bakegyamon como Sanshirou Tamon.
- Chocotto Sister como Kakeru Ishida.
- D.Gray-man como Dan (ep.32)
- Katekyō Hitman Reborn! como Gingerbread.
- Otogi-Jushi Akazukin como Cain.
- Pénélope tête en l'air como Sutoronbori
- Super Robot Wars OG Divine Wars como Ryouto Hikawa.
- Tactical Roar como Miharu Kairi
- ×××HOLiC como Joven Fox (eps.5,18)

2007
- Dennō Coil como Akira
- GeGeGe no Kitarō como Mai Habara (ep.29); Mirai (ep.58); Shoko Suzumura (ep.10)
- Happy Happy Clover como Gaku.
- Hayate the Combat Butler como Duel Butler (ep.29); Poemi (ep.32)
- Les Misérables - Shoujo Cosette como Gavroche.
- Naruto Shippūden como Nawaki (ep.114)
- Rental Magica como Moroha Minagi (eps.3,12,15)
- Shakugan no Shana Second como Matake Ogata.
- Venus versus Virus como Youji (ep.3)

2008
- Aria the Origination como Ahito (ep.7)
- Kaiba como Guri (ep.3)
- Noramimi como Kantarou (ep.2)
- Shikabane Hime: Aka como Ouri (childhood) (ep.9)
- Slayers Revolution como Pokota.
- Soul Eater[1] como Black☆Star.
- Tales of the Abyss como Ion; Sync the Tempest.
- The Tower of Druaga: the Aegis of Uruk como Yuri (ep.6)

2009
- Basquash! como Bel.
- Genji Monogatari Sennenki como Hikaru Kimi.
- Slayers Revolution-R como Pokota.
- Shakugan no Shana S como Matake Ogata.
- Tokyo Magnitude 8.0[2] como Yuuki Onosawa.

2010
- Angel Beats[3] como Ōyama.

2013
- Digimon Adventure

### OVA
- EX-Driver como Souichi Sugano
- Freedom como Ricky
- Love Hina Again como Sarah McDougal.
- MegaMan Maverick Hunter X: The Day of Sigma
- My-Otome Zwei como Mahya Blythe.
- The Prince of Tennis: The National Tournament como Dan Taichi.
- Puni Puni Poemy como Poemi Watanabe / Puni Puni Poemy.
- Shakugan no Shana Tokubetsuhen: Koi to Onsen no Kougai Gakushuu! como Matake Ogata.
- Super Robot Wars Original Generation - The Animation como Ryoto Hikawa.

### Películas
- EX-Driver the Movie como Souichi Sugano.
- Steamboy como Alex.
- Tennis no Oujisama: Atobe Kara no Okurimono como Dan Taichi.
- Transformers: Beast Wars II: The Movie como Lio Junior; Magnaboss.

### Videojuegos
- Eternal Sonata como Beat.
- Princess Maker 4 como Lee.
- Star Ocean: The Second Story como Leon D.S. Geeste
- Rockman Rockman como Rockman.
- Memories Off como Sayo-rin.

### Doblaje japonés
- Hannah Montana: la película voz de Lilly Truscott
- Hannah Montana voz de Lilly Truscott